# Шанхайский кинофестиваль 2008
Одиннадцатый Шанхайский международный кинофестиваль прошёл в Шанхае (КНР) с 14 по 22 июня 2008 года. В нём участвовало 260 фильмов. Изначально фестивальное жюри должен был возглавить Энтони Мингелла, но он скончался до начала фестиваля, и был удостоен посмертно наградой «За достижения всей жизни».

## Жюри
- Вонг Карвай (Гонконг, КНР)
- Джоан Чэнь (США)
- Ульрих Фельсберг (Германия)
- Билле Аугуст (Дания)
- Gila Almagor (Израиль)
- Каори Момои (Япония)
- Хо Цзяньци (КНР)

## Победители
| Награда                  | Призёр                                         | Страна   |
| ------------------------ | ---------------------------------------------- | -------- |
| Лучший фильм             | Муха, режиссёр Владимир Котт                   | Россия   |
| Лучшая режиссура         | Мартин Мартинсонс за фильм Nereikalingi žmonės | Литва    |
| Лучшая мужская роль      | Ма Говэй за фильм Qian jun yi fa               | КНР      |
| Лучшая женская роль      | Эмилия Вашарёва за фильм Вацлав                | Чехия    |
| Лучшая музыка            | фильм Nereikalingi žmonės                      | Литва    |
| Лучший сценарий          | фильм Вацлав                                   | Чехия    |
| Лучшая кинематография    | фильм Die Tränen meiner Mutter                 | Германия |
| Специальная награда жюри | фильм Qian jun yi fa                           | КНР      |

### Награда «За достижения всей жизни»
| Призёр                      | Страна         |
| --------------------------- | -------------- |
| Цинь И                      | КНР            |
| Энтони Мингелла (посмертно) | Великобритания |

### Приз от прессы
| Награда                       | Призёр                 | Страна |
| ----------------------------- | ---------------------- | ------ |
| Самая привлекательная актриса | Джоан Чэнь за фильм 17 | КНР    |

### Приз за выдающийся вклад в китайский кинематограф
| Призёр    | Страна |
| --------- | ------ |
| Чжан Цзыи | КНР    |